# Rūjiena
Rūjiena (niem. Rujen) – miasto na Łotwie, leżące w historycznej krainie Liwonia w novadsie Valmiera. W latach 2009–2021 siedziba novadsu Rūjiena. Około 3679 mieszkańców (2004).
W mieście urodził się pisarz Miervaldis Birze.